# Lernecella minuta
Lernecella minuta är en insektsart som beskrevs av Desutter-grandcolas 1992. Lernecella minuta ingår i släktet Lernecella och familjen syrsor. Inga underarter finns listade i Catalogue of Life.